# József Vadas
József Vadas (* 19. September 1911 in Székesfehérvár; † 5. Juni 2006 in Budapest) war ein ungarischer Sprinter und Mittelstreckenläufer.
Bei den Olympischen Spielen 1936 wurde er in der 4-mal-400-Meter-Staffel Sechster. Über 800 m erreichte er das Halbfinale, und über 400 m verzichtete er im Viertelfinale auf einen Start.
1938 wurde er bei den Leichtathletik-Europameisterschaften in Paris Sechster in der 4-mal-400-Meter-Staffel. Über 400 m wurde er im Vorlauf disqualifiziert.

## Persönliche Bestzeiten
- 400 m: 48,5 s, 1937
- 800 m: 1:54,8 min, 1936